# Liste der Bodendenkmäler in Dürrlauingen
Auf dieser Seite sind die Bodendenkmäler in der schwäbischen Gemeinde Dürrlauingen zusammengestellt. Diese Tabelle ist eine Teilliste der Liste der Bodendenkmäler in Bayern. Grundlage ist die Bayerische Denkmalliste, die auf Basis des Bayerischen Denkmalschutzgesetzes vom 1. Oktober 1973 erstmals erstellt wurde und seither durch das Bayerische Landesamt für Denkmalpflege geführt wird. Die folgenden Angaben ersetzen nicht die rechtsverbindliche Auskunft der Denkmalschutzbehörde.

## Bodendenkmäler in Dürrlauingen
| Lage                                    | Objekt | Akten-Nr.     | Bild           |
| --------------------------------------- | --- | ------------- | -------------- |
| (Standort)                              | Straße der römischen Kaiserzeit. | D-7-7528-0011 |                |
| Bürgermeister-Fendt-Straße 2 (Standort) | Mittelalterliche Vorgängerbauten der katholischen Pfarrkirche St. Nikolaus in Mindelaltheim.                                                    | D-7-7528-0069 | weitere Bilder |
| (Standort)                              | Frühmittelalterliches Reihengräberfeld. | D-7-7528-0077 |                |
| (Standort)                              | Grab der Glockenbecherkultur und Reihengräber des Frühmittelalters.                                                                             | D-7-7528-0123 |                |
| (Standort)                              | Gräber der Glockenbecherkultur, Siedlung der Hallstattzeit, Reihengräber des Frühmittelalters.                                                  | D-7-7528-0124 |                |
| Am Weinberg 1 (Standort)                | Mittelalterliche und frühneuzeitliche Befunde im Bereich der katholischen Pfarrkirche St. Mauritius in Mindelaltheim und ihrer Vorgängerbauten. | D-7-7528-0163 | weitere Bilder |
| Sankt-Johannes-Straße 4 (Standort)      | Mittelalterliche und frühneuzeitliche Befunde im Bereich der katholischen Filialkirche St. Johann Baptist in Mönstetten.                        | D-7-7528-0165 | weitere Bilder |
| Kirchlesweg 1 (Standort)                | Frühneuzeitliche Befunde im Bereich der Wallfahrtskirche Heilig Kreuz in Mindelaltheim.                                                         | D-7-7528-0206 | weitere Bilder |